# Amsterdamse tram

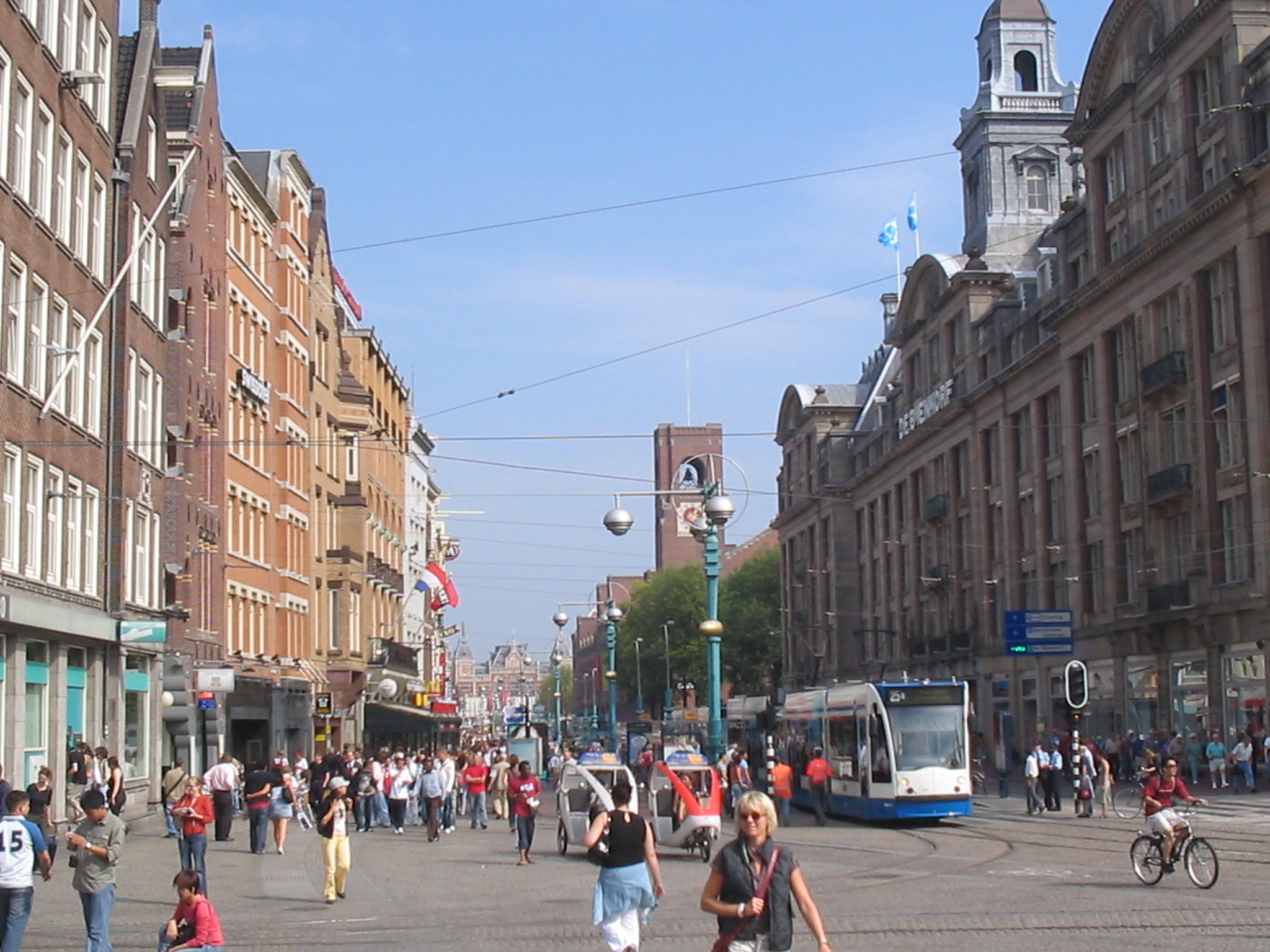
De tram is een kenmerkend onderdeel van het Amsterdamse straatbeeld, hier tramlijn 25 op het Damrak bij de Dam in 2005.

De Amsterdamse tram is een trambedrijf in Amsterdam in Nederland en wordt geëxploiteerd door GVB (Gemeentevervoerbedrijf Amsterdam).

## Geschiedenis

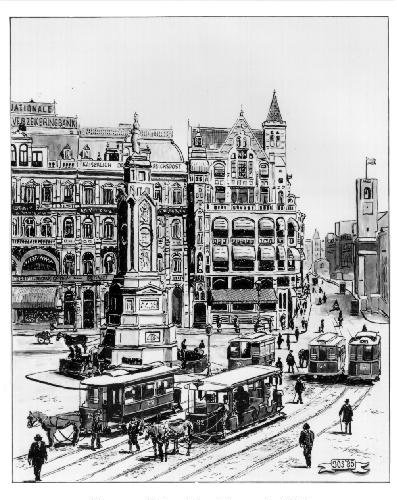
De Dam met paardentrams, omstreeks 1903.

Op 3 juni 1875 werd de eerste paardentramlijn van de AOM, de Amsterdamsche Omnibus Maatschappij (opgericht in 1872 door onder meer Karel Herman Schadd), in gebruik genomen. Deze verbond de Plantage met het Leidscheplein. In het laatste kwart van de 19e eeuw werden paardentramlijnen aangelegd door de belangrijkste straten van Amsterdam en werden alle buurten binnen de Singelgracht met de Dam verbonden. Ook kwamen er lijnen naar de toenmalige nieuwbouwwijken, zodat er aan het einde van de eeuw zo'n vijftien tramlijnen waren naar onder andere de Vondelstraat, Overtoom, Willemsparkweg, Amsteldijk, Linnaeusstraat, Weesperzijde, Bilderdijkstraat en Ceintuurbaan. In de huidige tramlijnen 1, 2, 3, 4, 7 (en 9 en 10 tot 22 juli 2018) zijn nog duidelijk delen van de routes van de oorspronkelijke paardentramlijnen te herkennen.

### Gemeentetram
Per 1 januari 1900 nam de gemeente Amsterdam dit particuliere bedrijf over en ging het verder als de Gemeentetram Amsterdam (GTA). Van de AOM werden 242 tramwagens, 758 paarden en vijftien gebouwen overgenomen. Tussen 1900 en 1906 werden, op een na, alle tramlijnen geëlektrificeerd. Ook werd het AOM-tramspoor met de afwijkende spoorwijdte van 1422 millimeter verbouwd tot normaalspoor (1435 mm). In 1906 bestond het tramnet uit twaalf elektrische tramlijnen (1-11 en 13). Hiervoor waren 229 nieuwe motorwagens aangeschaft. De vroegere paardentrams werden als bijwagens meegevoerd. De laatste paardentramlijn was lijn 12 Nassauplein – Sloterdijk, die in 1916 werd geëlektrificeerd. In 1921 kreeg Amsterdam door annexatie van de gemeente Sloten er weer een paardentram bij die de Overtoom met Sloten verbond. Deze lijn werd in 1925 door een busdienst vervangen.
In 1906 werd de Amsterdamse Tramharmonie opgericht. Dit orkest, bestaande uit amateur-musici uit de regio Amsterdam, bestaat nog steeds.

### Verdere ontwikkeling
Tussen 1910 en 1930 kwamen met de groei van de stad vele nieuwe tramuitbreidingen tot stand. Na de eerste twaalf geëlektrificeerde tramlijnen kwamen er nog bij: lijn 14 in 1910, lijnen 15 tot en met 18 in 1913, lijn 12 en 19 in 1916, lijnen 22 en 23 in 1921, lijn 20 in 1922, lijn 21 in 1928, lijn 24 in 1929 en lijn 25 in 1930. In 1931 bereikte het tramnet zijn grootste omvang met 25 tramlijnen. Hiermee waren (bijna) alle wijken in de tot 1940 gebouwde stad per tram bereikbaar. Het wagenpark groeide tussen 1900 en 1930 tot 445 motorwagens en circa 350 bijwagens. Dit waren alle tweeassers met een houten opbouw.
Van 1922 tot 1971 hingen er achter op de trams brievenbussen. Deze werden geleegd bij het Centraal Station; het distributiecentrum van de post bevond zich naast het station, aan het Stationsplein, later aan de Oosterdokskade. Dankzij de trambrievenbussen werd een brief toch op tijd bezorgd, ook als deze te laat was voor de laatste lichting van de reguliere brievenbus.
Door de economische crisis van de jaren dertig maar ook door de invoering van het algemeen overstaprecht moest de tramdienst worden ingekrompen. In 1931 verdween de derde lijn 19 en in 1932 de lijnen 12, 15, vierde lijn 19, 20 en 21. Met de Spoorwegwerken Oost kon de tram in de jaren 1939 tot en met 1942 nieuwe wijken in Oost, de Watergraafsmeer en het nieuwe Amstelstation en Muiderpoortstation gaan bedienen. In de jaren 1940-1945 kreeg de tram met én grote drukte én grote schaarste te maken. Diverse lijnen moesten gestaakt worden (de lijnen 4, 6, 8 en 14) maar in 1943 kwam korte tijd ter compensatie van lijn 8 een tijdelijke spitsuurlijn 5A, totdat de hele dienst in oktober 1944 werd opgeheven door kolenschaarste. Veel tramwagens werden naar Duitsland afgevoerd.

### Zwarte bladzijde
Een zwarte bladzijde in de geschiedenis van de Amsterdamse tram is het gedwongen transport per tram in 1942-1944 van tienduizenden joden vanaf diverse locaties in Amsterdam naar de treinen die hen transporteerden richting Kamp Westerbork. Als herinnering hieraan werden op 27 januari 2025 bij de tramhaltes Artis / Nationaal Holocaustmuseum (op de Plantage Middenlaan), Victorieplein en Beethovenstraat Stolperdrempels onthuld.

### Naoorlogse periode
De Gemeentetram fuseerde per 1 januari 1943 met de Gemeenteveren tot Gemeentevervoerbedrijf. Na de Tweede Wereldoorlog konden de tramdiensten in juni 1945 weer van start gaan, met een aanvankelijk beperkte dienst (lijnen 1, 3, 5, 7, 9, 10, 12, 13, 16, 24, 25). Lijn 5 werd gesplitst in lijn 5 en lijn 12. Enkele lijnen kwamen pas later weer in bedrijf: 2, 17 en 18 (in 1947) en 4 en 11 (in 1948). Tussen 1945 en 1948 was noodlijn 26 de tramlijn met het hoogste lijnnummer, daarna werd deze opgevolgd door lijn 11. In 1948 en 1949 reed een speciale tramlijn S als sneldienst van lijn 25 naar het Amstelstation. De tramlijnen 6 en 23 kwamen niet meer als reguliere diensten terug, maar deden wel nog tot 1958 dienst bij stadionvervoer. De in de oorlog opgeheven lijnen 8, 14 en 22 keerden helemaal niet meer terug als tramlijn (lijn 22 werd in 1950 als buslijn voortgezet en lijn 14 werd in 1982 weer tramlijn).
Tussen 1948 en 1950 werden zestig motorwagens en vijftig bijwagens aangeschaft, de drieassers. Zij werden gebouwd bij Werkspoor te Utrecht-Zuilen. Na een periode van wederopbouw werd in de jaren vijftig de een na de andere tramlijn opgeheven. De bus was praktischer en goedkoper. Zo werden in de jaren 1950 tot 1965 de lijnen 18, 12, 11, 17 en 5 (1961 voorlopig, 1965 definitief) in genoemde volgorde vervangen door busdiensten. Ter compensatie van de opgeheven lijn 5 werd lijn 7 in 1961 verlegd naar het Amstelstation en lijn 10 door de Plantage. Alleen voor de smalle Leidsestraat en Utrechtsestraat bleef de tram (lijnen 1, 2 en 4) noodzakelijk omdat men het niet goed mogelijk achtte hier bussen te laten rijden.
Halverwege de jaren vijftig kwam de (moderne) tram weer in de belangstelling. De 25 enkelgelede trams die in 1955 werden besteld voor de Leidsestraatlijnen 1 en 2, bevielen goed (in 1972-'73 werden zij verlengd tot dubbelgelede trams). Tussen 1957 en 1968 werden 160 nieuwe gelede wagens van Nederlands fabricaat (Beijnes en Werkspoor) aangeschaft met de nummers 551-587 en 602-724 (type 1G t/m 7G). De middenbak van de op proef tot dubbelgelede verbouwde 551 kwam in 1958 van Beijnes, waarbij de tram in 1959 het nummer 601 kreeg. De middenbakken van de tot dubbelgelede verbouwde serie 552-587 kwamen in 1972-'73 van Düwag waarbij vernummering plaats vond in 852-887. De 601 kreeg na eerst weer in 551 te zijn teruggenummerd het wagennummer 851. De laatste oude tweeassers uit de vooroorlogse periode werden tussen 1945 en 1968 buiten dienst gesteld. De drieassers reden hun laatste ritten in 1983.

### Uitbreidingen sinds 1950
Ook werden de nieuwe Westelijke Tuinsteden in het westen van Amsterdam op het tramnet aangesloten: Bos en Lommerplein in 1950, Slotermeer in 1954, Osdorp in 1962, Geuzenveld in 1974, Slotervaart-Zuid in 1975, Nieuw Sloten in 1991 en De Aker in 2001.
Andere uitbreidingen waren er naar: Station Zuid in 1978, Flevopark in 1980, Station RAI in 1981, Station Sloterdijk in 1982, (verlenging in 1985), tweede verbinding in Bos en Lommer / Slotermeer in 1989.
Ook gingen er enkele nieuwe tramlijnen rijden, met lijnnummers die al lang geleden verdwenen waren of niet eerder waren gebruikt. Lijn 17, sinds 1956 vervangen door buslijn 17, werd in 1962 weer een tramlijn (en verlengd naar Osdorp). Spitslijn 27 verscheen ter versterking van het oude traject van lijn 17 en reed van 1962 tot 1971. In 1977 verschenen de lijnen 6 en 12 bij de opening van de eerste metrolijn, eind 1978 ging de nieuwe lijn 5 in aansluiting op het eerst geopende gedeelte van de Schiphollijn naar Station Zuid rijden. In 1982, veertig jaar na de opheffing, ging lijn 14 weer rijden (Plantage – Station Sloterdijk).
In 1985 werd via de Haarlemmer Houttuinen een trambaan aangelegd (vooralsnog zonder aansluiting op andere sporen en bovenleiding).
In 1990 kwam de tramverbinding met Buitenveldert en Amstelveen gereed. Tramlijn 5 rijdt sindsdien vanaf Station Zuid naar Amstelveen Binnenhof, terwijl lijn 51 vanaf Station Zuid als sneltram naar Amstelveen Poortwachter ging rijden en sinds 2004 naar Amstelveen Westwijk. Tramlijn 9 naar de Watergraafsmeer is in 1990 verlengd naar Diemen (Sniep).

#### Lijnen met een korte levensduur
Van 19 oktober tot 1 december 1916 was er een kortstondige tramlijn 19, in 1924 en 1925 bestond kortstondig een tramlijn 12, in 1943 een spitslijn 5A en in 1948-1949 een tramlijn S.
Van 1991-1993 was er een ochtendspitslijn 20 en van 13-21 juli 1991 een eenmalige evenementenlijn 11. Van 1993-1996 en van 2018-2020 was er een versterkingslijn 11. Van 1997-2002 was er de circletramlijn 20 en van 1999 tot 2002 in de ochtendspits de lijnen 20S en 25S, gereden met materieel dat daarna op lijn 20 werd ingezet. Wel werd het lijnnummer 11 tot 2013 af en toe gebruikt voor extra vervoer naar de RAI. Ook de laatste tramlijn 6 (spitslijn naar Amstelveen) had een korte levensduur van 1,5 jaar (2019-2020).
Van 12 juli tot en met 24 augustus 2025 rijdt er een metrovervangende tramlijn 23 tussen Amstelstation en Station RAI.

### Duitse en Belgische gelede trams
Ter vervanging van oud materieel en voor uitbreiding van het tramnet werden in de jaren zeventig en tachtig 92 trams van Duits fabricaat aangeschaft bij Linke-Hofmann-Busch te Salzgitter. In 1974-'75 kwamen de 725-779 (type 8G) en in 1979-'81 de 780-816 (type 9G en 10G). In de jaren tachtig beschikte het Gemeentevervoerbedrijf over 252 dubbelgelede trams, het grootste aantal in een stad in Europa begin jaren 80. Door brandstichting en uit de hand gelopen krakersrellen verloor het GVB in 1981-'83 vier trams door brandschade.
In 1989-'91 kwamen 45 gelede wagens (nummers 817-841 en 901-920), gebouwd door BN (type 11G en 12G). In dezelfde periode werden de eerste oude gelede wagens uit 1957 afgevoerd (type 1G en 2G), afgezien van enkele wagens die al eerder door brand of aanrijdingsschade waren gesloopt. Ook gingen een aantal in 1974-'75 aangeschafte LHB-wagens (serie 8G) buiten dienst.

### Wijzigingen sinds 2001
- Verlenging van lijn 1 (december 2001) naar nieuwbouwwijk De Aker.
- Verlenging van lijn 17 (december 2001) van Osdorpplein naar Dijkgraafplein (in plaats van lijn 1).
- Tramlijn 20 werd in september 2002 opgeheven.
- Vanaf 6 mei 2003 langdurige omleiding van lijn 24 via lijn 16 (Museumplein) en van lijn 25 via lijn 4 (Van Woustraat) wegens afsluiting van de Ferdinand Bolstraat tussen Albert Cuypstraat en Ceintuurbaan wegens de bouw van het metrostation De Pijp van de Noord/Zuidlijn.
- Verlegging lijn 6 (december 2002) naar het Centraal Station in plaats van het Stadionplein.
- Verlenging van lijn 16 (november 2003) van het Stadionplein naar het VU medisch centrum.
- In mei 2004 is lijn 10 verlengd/verlegd naar het Java-eiland (Azartplein). De lijnen 7 en 14 hebben sindsdien een andere route in Amsterdam-Oost (eindpunt Flevopark).
- Tramlijn 6 reed sinds 12 december 2004 naar het eindpunt van lijn 16 bij het VU medisch centrum (Gustav Mahlerlaan).
- Tramlijn 7 rijdt sinds 12 december 2004 naar het eindpunt van lijn 14 bij het Sloterpark na eerst sinds 2003 naar het Surinameplein te hebben gereden omdat de keerlus op het Bos en Lommerplein verviel.
- Per 30 mei 2005 is de IJtram (tramlijn 26) geopend (Centraal Station – IJburg, 8,5 km) en is (aanvankelijk) lijn 16 verlengd van CS naar de Passagiersterminal (voor cruiseschepen).
- Per 28 mei 2006 is lijn 6 opgeheven en is het traject Centraal Station – Passagiersterminal van lijn 16 overgenomen door lijn 25.
- Per 10 december 2006 is lijn 24 verlengd van de Olympiaweg naar het VU medisch centrum.
- Per 31 oktober 2011 kwam voor de lijnen 16 en 24 de nieuwe keerlus bij de halte De Boelelaan/VU in gebruik ter vervanging van de keerlus aan Gustav Mahlerlaan, die moest wijken voor een nieuw gebouw.
- Per 1 januari 2012 is lijn 25 na vijf en een half jaar weer ingekort tot het Centraal Station. De keerlus bij de Passagiersterminal wordt nu niet meer in de normale dienst gebruikt.
- Per 15 december 2013 is lijn 25 opgeheven, 83 jaar na het begin in 1930. Hiermee werd de Rijnstraat ten zuiden van het Victorieplein en de lus via Uiterwaardenstraat, Hunzestraat en President Kennedylaan tramloos. Alleen stadinwaarts wordt de Rijnstraat tussen de Lekstraat en het Victorieplein nog bereden door remisewagens.
- Per 11 mei 2016 werd lijn 24 tijdelijk opgeheven. Hiermee was de Stadionweg tijdelijk tramloos. De sporen werden hier nog wel gebruikt voor remiseritten van lijn 5. De frequenties van de tramlijnen 5 en 16 werden ter compensatie verhoogd. Op 18 april 2017 kwam lijn 24 weer in dienst via de oude route van voor 2003 door de Ferdinand Bolstraat.[3]
- Van 18 april 2017 tot en met 18 februari 2018 was lijn 16 tijdelijk opgeheven wegens werkzaamheden in de De Lairessestraat en Cornelis Krusemanstraat, de frequenties van de lijnen 2 en 24 werden ter compensatie verhoogd.[4]
- Per 10 oktober 2017 rijdt tramlijn 7 niet meer door de Jan Evertsenstraat en de Witte de Withstraat. De nieuwe route is Mercatorplein – Hoofdweg – Postjesweg.

#### Wijziging lijnennet na opening Noord/Zuidlijn
De bovenstaande investeringsvoorstellen staan buiten de wijzigingen in het tramnet die in oktober 2016 door GVB werden voorgesteld en door de Stadsregio in december 2016 werden vastgesteld. In verband met de verwachte opening van de Noord/Zuidlijn in 2018 en de door het Rijk opgelegde bezuinigingen werden plannen gemaakt om het lijnennet ingrijpend te wijzigen. Het GVB en de Stadsregio gaan er hierbij vanuit dat de metro de hoofdmoot van het vervoer voor zijn rekening neemt. Reizigers moeten daarom vaker overstappen (op de metro) om hun bestemming te bereiken.
Het nieuwe netwerk bestaat uit veertien tramlijnen. Op de tramroutes tussen het Centraal Station en het zuiden van het centrum en Amsterdam-Zuid rijden minder trams. In plaats daarvan zijn op de routes om het centrum heen meer trams gaan rijden. De route Leidseplein – Weteringschans – Sarphatistraat – Weesperplein wordt de drukste verbinding met drie frequent rijdende tramlijnen.
In het in juni 2017 gepresenteerde plan voor juli 2018 bleven de meeste lijnnummers gehandhaafd, gedeeltelijk met gewijzigde routes. De lijnnummers 9, 10 en 16 zijn verdwenen en de lijnnummers 11 en 19 zijn opnieuw ingevoerd (lijn 11 is een gedeelte van lijn 1; lijn 19 is een combinatie van delen van lijn 9, lijn 10 en lijn 12). De lijnen 1, 3, 5, 7, 12 en 14 krijgen een gedeeltelijk gewijzigde route, de lijnen 2, 4, 13, 17, 24 en 26 blijven ongewijzigd. In enkele straten rijdt geen tram meer: Bos en Lommerweg (lijn 14), Mozes en Aäronstraat (lijn 14), Paleisstraat (lijn 14), Albert Cuypstraat – Ruysdaelstraat – Johannes Vermeerstraat – Gabriël Metsustraat – De Lairessestraat – Cornelis Krusemanstraat – Amstelveenseweg tot Stadionplein (lijn 16). Behalve in de Witte de Withstraat, waar de verwijdering van de boog naar de Postjesweg de reden was van verplaatsing van lijn 7 naar de Postjesweg – Hoofdweg, zijn in de andere straten de rails nog beschikbaar voor omleidingen, remiseritten of eventuele toekomstige lijnvoering.
Het gewijzigde lijnennet werd ingevoerd per 22 juli 2018, tegelijk met de ingebruikname van de Noord/Zuidlijn. Ook werd het busnet in Amsterdam-Noord ingrijpend gewijzigd.

#### Wijzigingen sinds 2019
Op 27 mei 2019 werd ter versterking van lijn 5 een spitslijn 6 ingesteld tussen Station Zuid en Amstelveen Stadshart. Door het in maart 2019 verdwijnen van metro/sneltramlijn 51 ten zuiden van Station Zuid werd de drukte op lijn 5 te groot. Door de komst van lijn 6 werd de spitsfrequentie op lijn 5 verminderd maar op het gezamenlijke traject verhoogd. Na anderhalf jaar werd deze dienst per 9 november 2020 weer opgeheven (de laatste rit was op 6 november).
Op 17 maart 2020 werd lijn 11 ten gevolge van de coronacrisis tijdelijk opgeheven; op 23 augustus 2020 werd dit definitief.
Op 13 december 2020 werd de tot Amsteltram verbouwde tramlijn Station Zuid – Amstelveen Westwijk in gebruik genomen als tramlijn 25.
Op 12 december 2021 werd ter versterking van lijn 17 een spitslijn 27 ingesteld tussen het Dijkgraafplein in Osdorp en het Surinameplein, die alleen tijdens de ochtendspits rijdt.
Op 8 december 2023 werd lijn 14 ingekort tot de Molukkenstraat en verlegd via Insulindeweg, Wijttenbachstraat en Linnaeusstraat waarna weer naar het centrum wordt gereden. Deze lus wordt slechts in één richting gereden met de klok mee. Ook verdween lijn 24 (opnieuw) uit de Vijzelstraat, Rokin en Damrak en rijdt (weer) naar het Frederiksplein, waarmee de route langs Vijzelstraat en Vijzelgracht na 119 jaar zijn laatste elektrische tramlijn verloor. De nog in 2022 vernieuwde rails blijven beschikbaar voor omleidingen.
Op 21 juli 2024 werd lijn 25 doorgetrokken van Amstelveen Westwijk naar Uithoorn Centrum (Uithoornlijn).

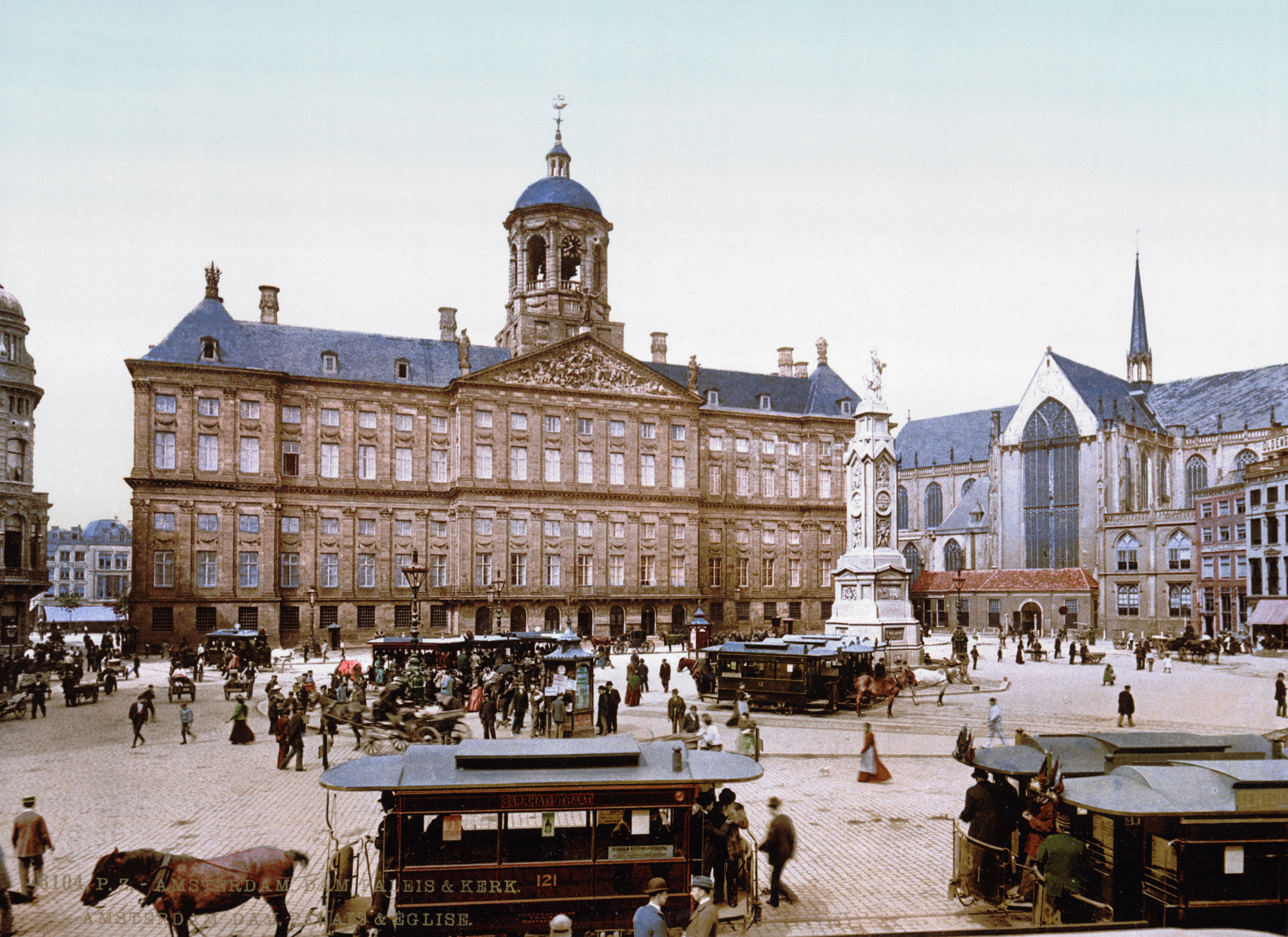
De Dam was eind 19e eeuw het middelpunt van de paardentrams.
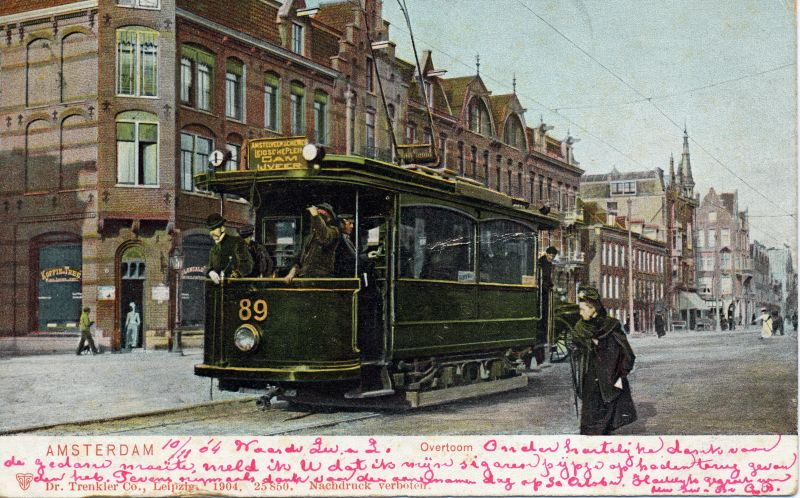
Tramlijn 1 met motorwagen 89 in de begindagen op de pas gedempte Overtoom; 1904.
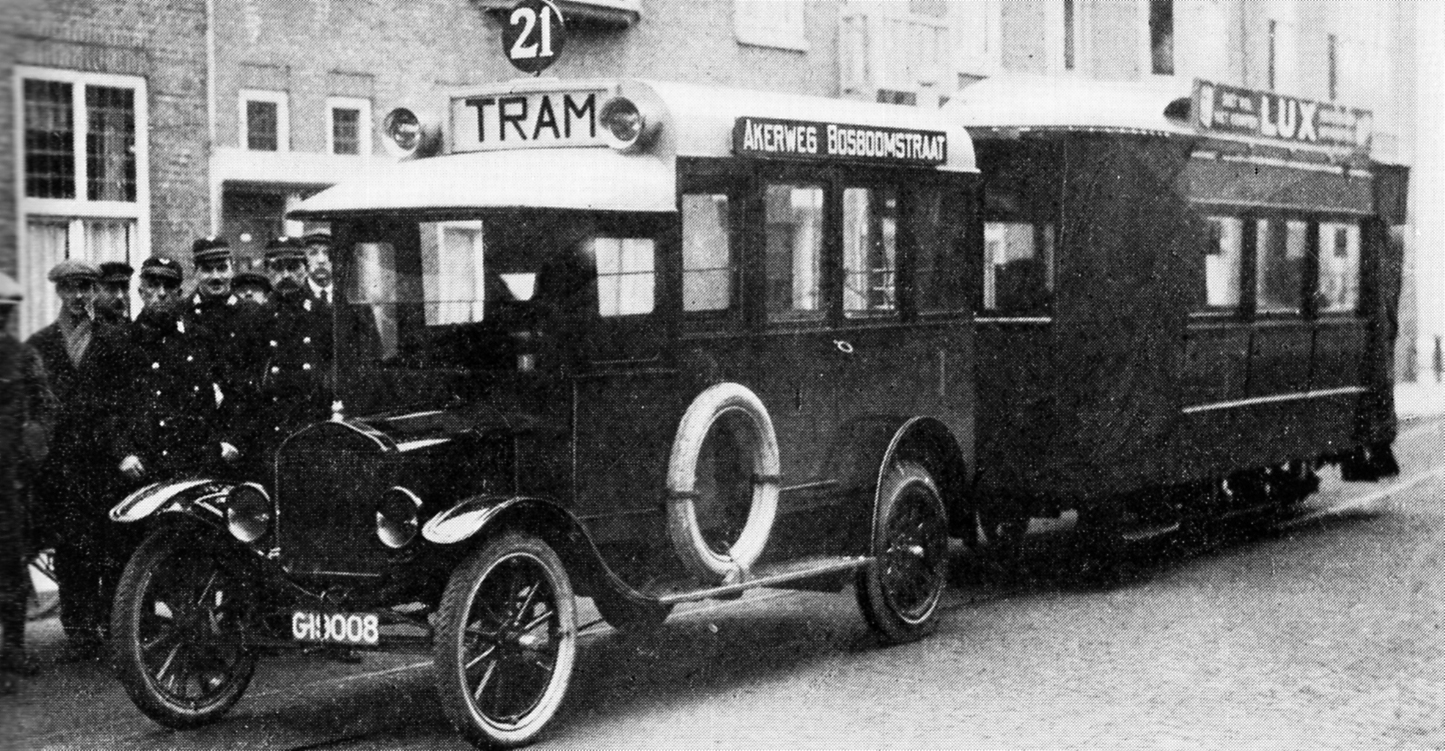
Het paard van de paardentram naar Sloten werd vervangen door een bus, hier in de Jacob Marisstraat, 1922.
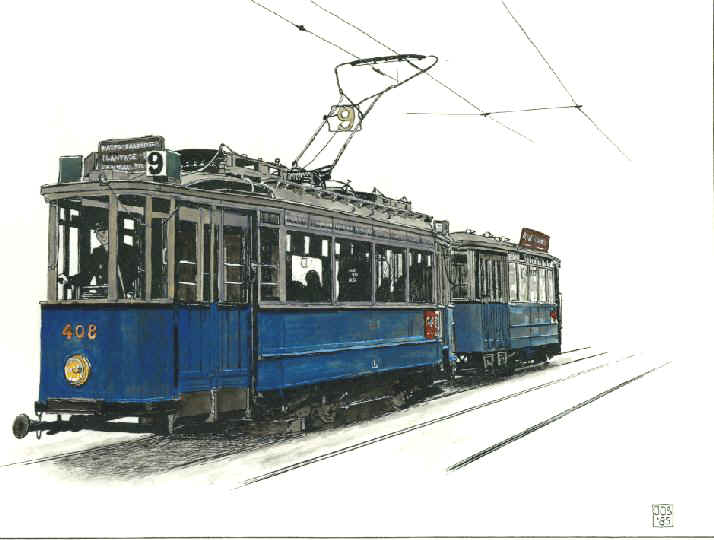
Een tweeasser uit 1929; dit tramtype deed dienst tot 1968.
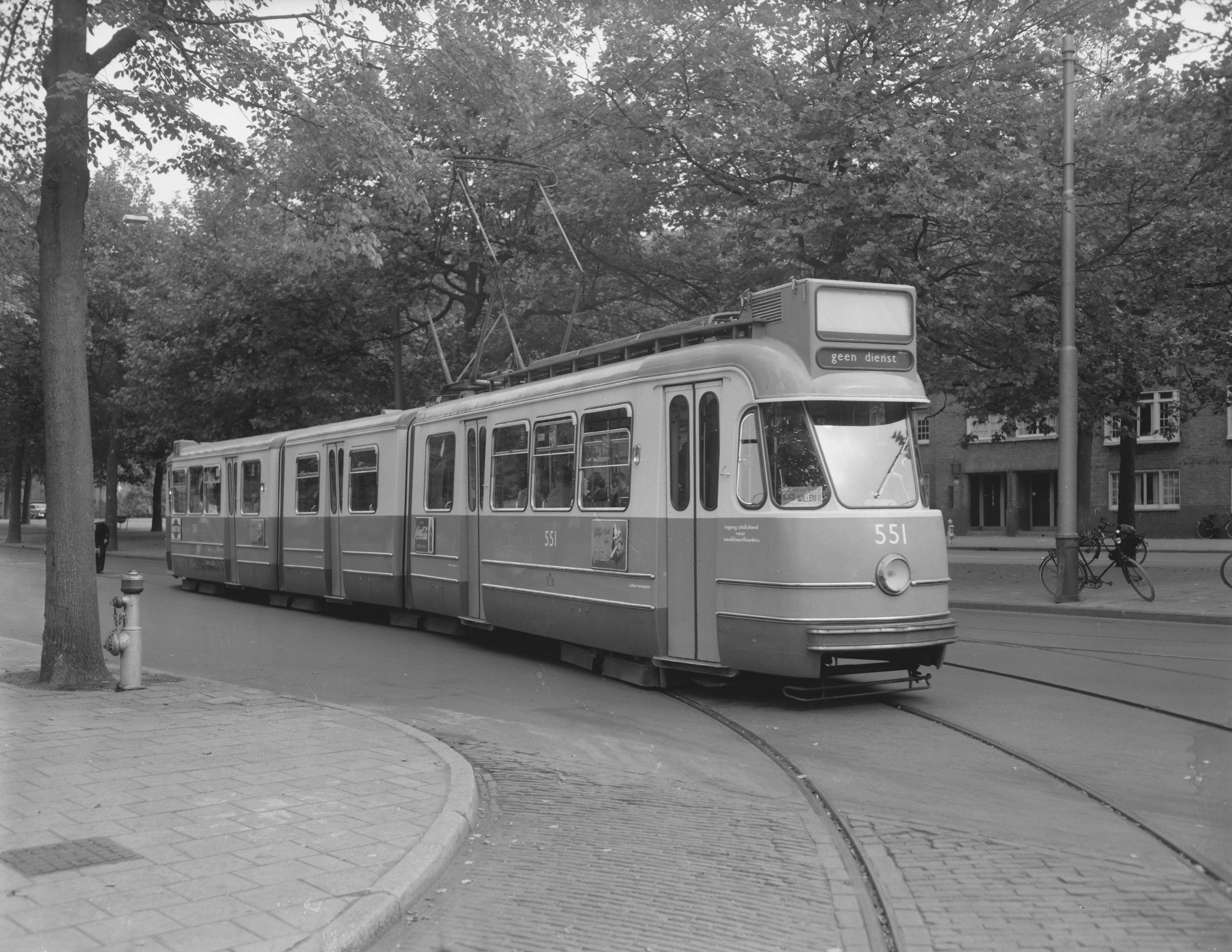
De eerste dubbelgelede tram 551 in de oorspronkelijke grijze kleur tijdens een proefrit in 1958.
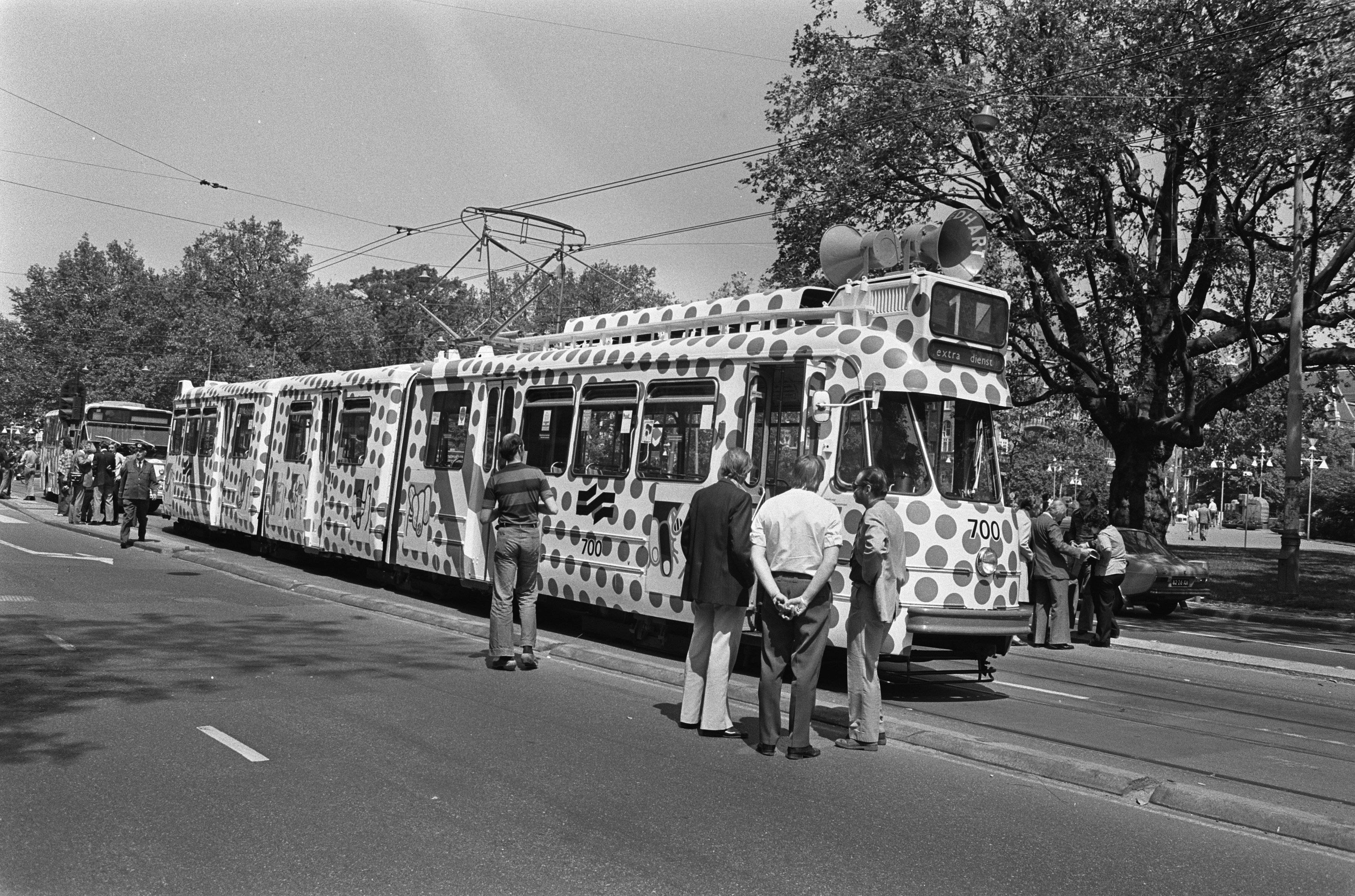
Naar ontwerp van Marte Roling beschilderde tram 700 in 1975 bijgenaamd "Keetje Stippel", op de achtergrond "Ballenbus" 75 naar aanleiding van 75 jaar GVB
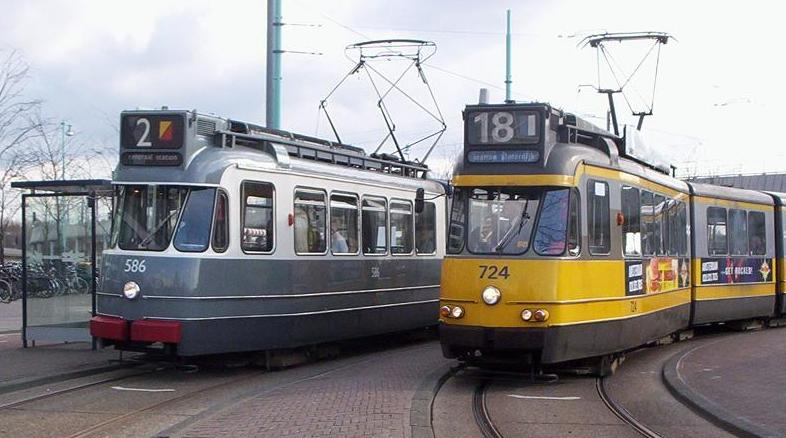
Amsterdamse gelede trams: enkelgelede wagen in de oorspronkelijke grijze kleur en dubbelgelede wagen in het geel.
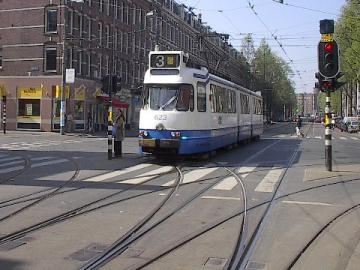
Oude gelede tram op het kruispunt Ceintuurbaan/Ferdinand Bolstraat. Dit tramtype deed dienst tussen 1957 en 2004.
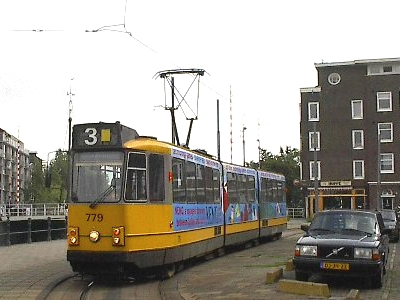
Gele Amsterdamse tram, serie 725-779. Dit tramtype deed dienst tussen 1974 en 2003. De lijnkleur is te zien naast het lijnnummer.
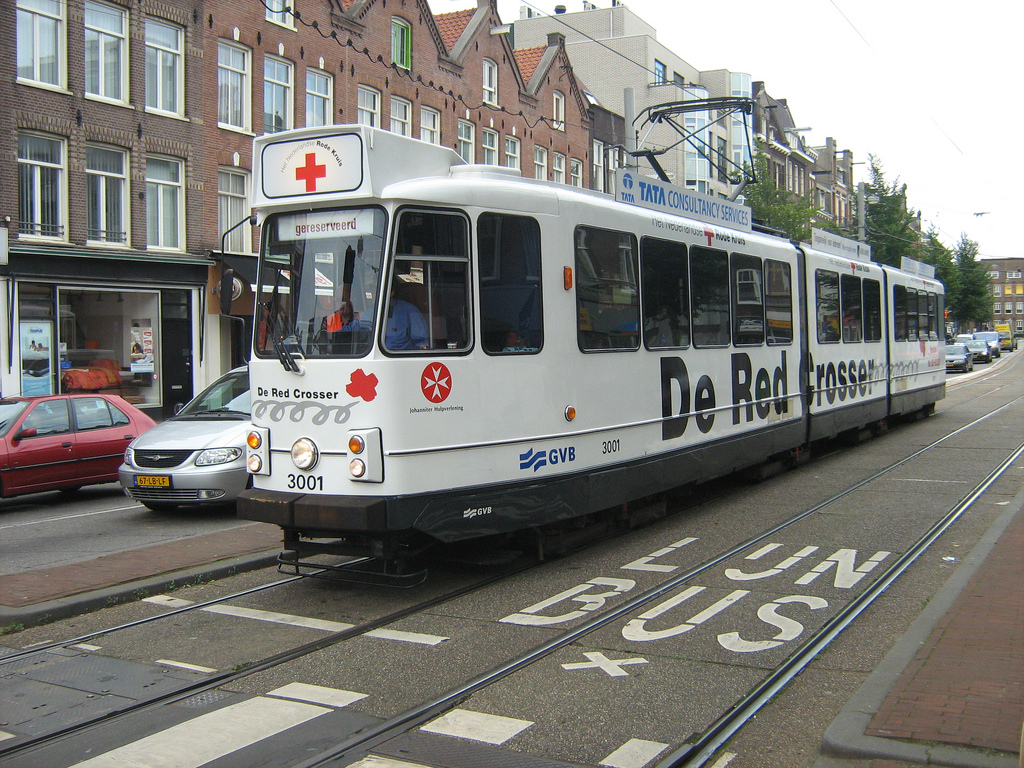
'De Red Crosser' 3001 (ex-767) voorzien van voorzieningen ten behoeve van gehandicapten (onder andere een lift). Deze tram deed dienst tussen 2003 en 2016.
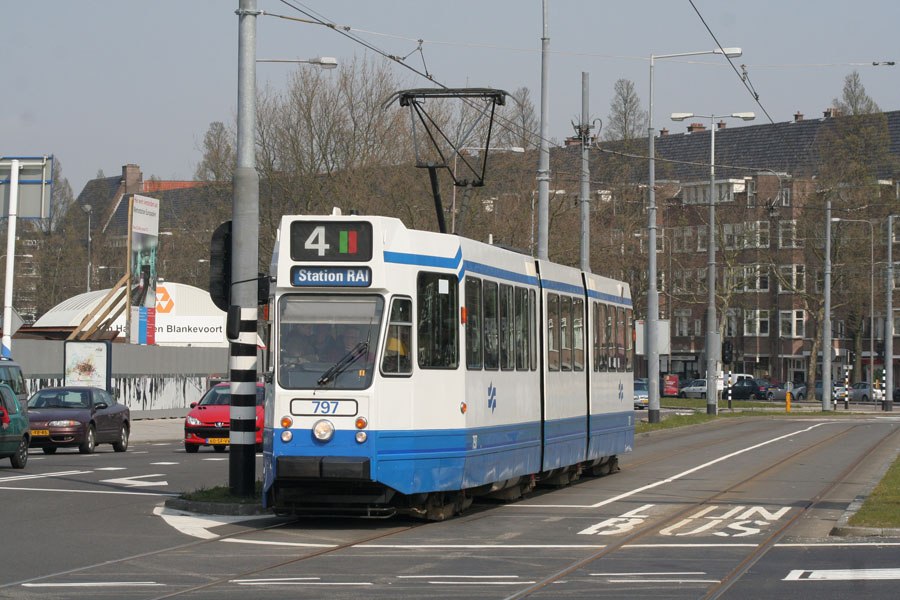
Dubbelgelede wagen 797 op het Europaplein in Amsterdam-Zuid. Dit tramtype deed dienst tussen 1979 en 2016.
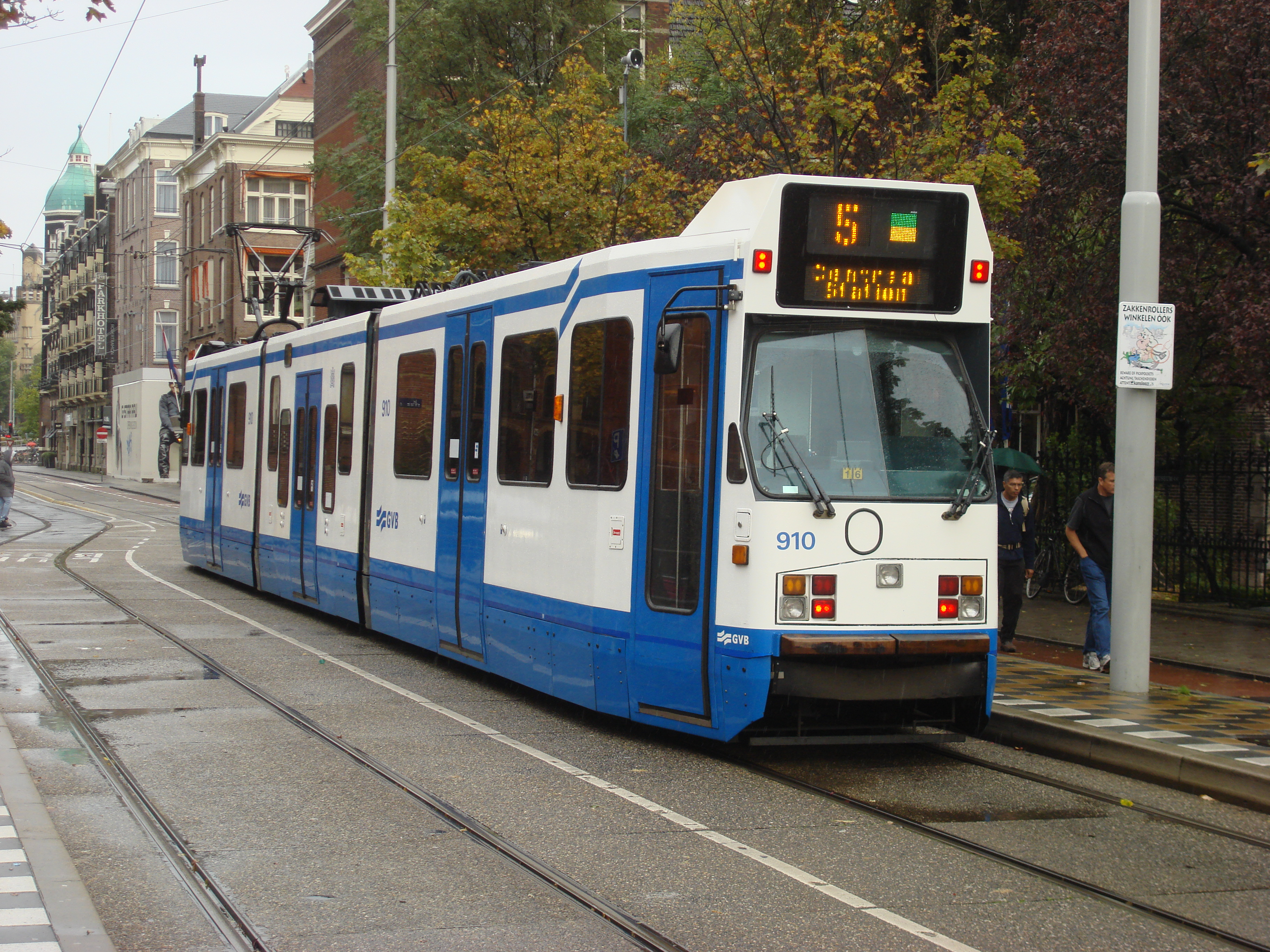
Tramlijn 5 van het centrum van Amstelveen naar het centrum van Amsterdam met tweerichting BN-tram uit 1989.
- Reportage van het Polygoonjournaal uit juni 1975 over het 75-jarig bestaan van het GVB met o.m. de inzet van een motorwagen 236 uit 1913, de paardentram weer op weg gaat en een tram geschilderd door Marte Röling.
- Verkeersregeling met een stopbord op de kruising Weteringschans/Vijzelgracht in augustus 1925 met onder andere passerende trams van de lijnen 6, 19 en 10.
- Amsterdamse trams anno 1928.

### Niet uitgevoerde plannen buitenlijnen
Plannen rond 1910 voor een elektrische interlokale lijn van het centrum van Amsterdam, met standplaats op een zijspoor op de Westermarkt naar Zaandam, zijn niet verder gekomen dan de tekentafel. De plannen waren op aandrang van de gemeente Zaandam ontwikkeld om de Holland-America Company, die een (nooit gerealiseerd) uitgebreid tramnet tussen Wijk aan Zee en de Zuiderzeekust had gepland, voor te zijn. Het grootste struikelblok was de oversteek van het IJ: Zaandam eiste een speciale stoomkettingpont voor de tram, terwijl Amsterdam de passagiers te voet met een normale pont wilde laten oversteken.
Plannen rond 1920 voor een elektrische interlokale tramlijn van het Museumplein via Ouderkerk aan de Amstel door Het Gooi naar Baarn kwamen evenmin verder dan de tekentafel. Deze 35 kilometer lange lijn was geïnspireerd op de succesvolle tramlijn Amsterdam - Haarlem - Zandvoort die sinds 1904 bestond. De Dienst der Publieke Werken zag niets in dit kostbare en ambitieuze plan dat was begroot op ƒ 24.000.000. B&W waren echter bereid een rijksconcessie aan te vragen, maar het ministerie van Waterstaat schreef op 12 oktober 1920 aan de gemeente dat de concessie aan de Gooise Stoomtram zou worden gegund.

## Toekomstige ontwikkelingen

### Investeringsagenda OV
In 2014 heeft de Stadsregio Amsterdam de Investeringsagenda OV vastgesteld. Deze Investeringsagenda omschrijft de gewenste investeringen die tot 2025 in het tramnet worden gedaan en geeft een doorkijk naar de langere termijn tot 2035. Aanleiding voor de Investeringsagenda vormen de opening van de Noord/Zuidlijn in 2018 en de verminderde overheidssubsidie voor het Openbaar Vervoer in de komende jaren.
In de Investeringsagenda wordt voorgesteld het huidige tramnet op te delen in een zogenaamd 'plusnet' en een 'comfortnet'. "Het 'plusnet' is gericht op de belangrijkste vervoersassen"; het 'comfortnet' is daar 'een aanvulling' op. De nadruk op investeringen zal liggen op het plusnet, de rest moet het met minder doen.
Voorstellen voor investeringen in nieuwe infrastructuur tot 2025 zijn onder andere:
- Tramsporen over de Parnassusweg tussen Olympiaplein en station Amsterdam Zuid;
- Activering van de in 1985 aangelegde, maar nooit gebruikte, tramsporen over de Haarlemmer Houttuinen en aansluiting op het bestaande tramnet;
- Tramsporen door de Haarlemmermeerstraat tussen Hoofddorpplein en Surinameplein.

## Trammaterieel

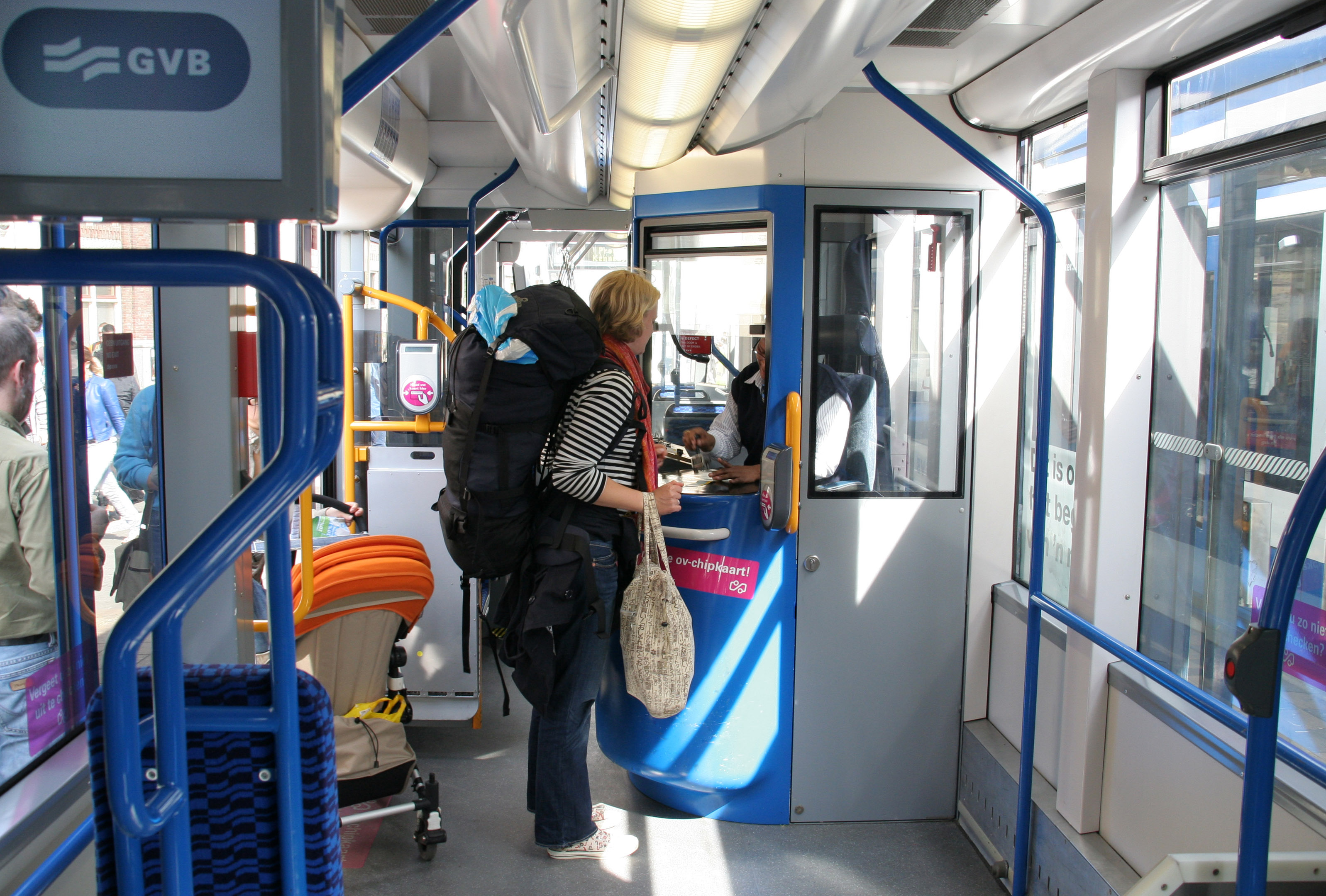
Interieur van een Amsterdamse Combino met conducteurscabine.

Met de bestelling van 155 trams van het type Combino van Siemens is de tramvloot tussen 2002 en 2004 voor een groot deel vernieuwd. Als gevolg hiervan werden de laatste oude gelede wagens (type 3G t/m 7G) uit de jaren zestig in maart 2004 buiten dienst gesteld.
In 2009 werden er zestien trams type 9G en 10G aan het trambedrijf van Sarajevo in Bosnië geschonken. De laatste in Amsterdam overgebleven trams van deze serie (oorspronkelijk 37 stuks) werden in 2016 afgevoerd. In 2021 werden de 45 trams van het type 11G en 12G afgevoerd. Tussen 2020 en 2022 kwamen er 72 nieuwe trams van de Urbos serie 15G in dienst.

### Materieel
De Amsterdamse tram heeft in het dienstregelingjaar 2025 voor de normale dienst de beschikking over in totaal 226 wagens van de volgende tramtypes.
| Afbeelding | Series (serienummers) | Fabrikant | Aantal gebouwd (nu in dienst) | Bijnamen                            | Geleverd                                                                                           | Exploitatie |
| ---------- | --- | --------- | ----------------------------- | ----------------------------------- | -------------------------------------------------------------------------------------------------- | ----------- |
|            | Combino's serie 13G / C1 / C1A C1: 2001-2130, 2145-2151 C1A: 2131-2144 (voorzien van ATB voor de Piet Heintunnel).            | Siemens   | 151 (151)                     | Combino is een merknaam van Siemens | 2001: 2001 2002-2048, 2051-2053: 2002 2049-2050, 2054-2124: 2003 2125-2147: 2004 2148-2151: 2005   | 2002-heden  |
|            | Combino's serie 14G / C2A C2A: 2201-2204 tweerichtingtrams                                                                    | Siemens   | 4 (3)                         | Combino is een merknaam van Siemens | 2201-2204: 2002                                                                                    | 2002-heden  |
|            | Urbos serie 15G 3001-3072 tweerichtingtrams Grijze R-net-huisstijl: 3001-3025; 3070-3072 Blauw-witte GVB-huisstijl: 3026-3069 | CAF       | 72 (72)                       | Urbos is een merknaam van CAF       | 3001, 3003-3006: 2019 3002, 3007-3019, 3022-3035: 2020 3020-3021, 3036-3068: 2021 3069-3072 : 2022 | 2020-heden  |

## Tramremises en hoofdkantoor

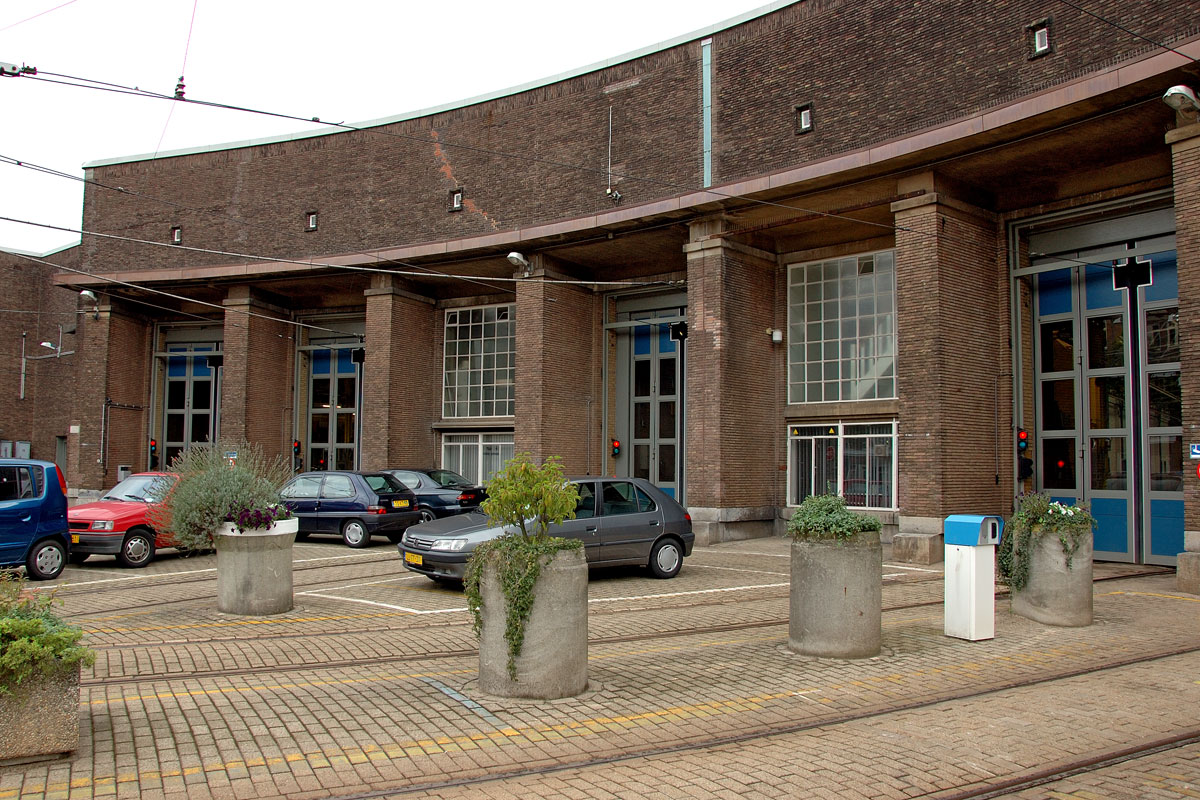
De voorgevel van de Remise Lekstraat in Amsterdam-Zuid.

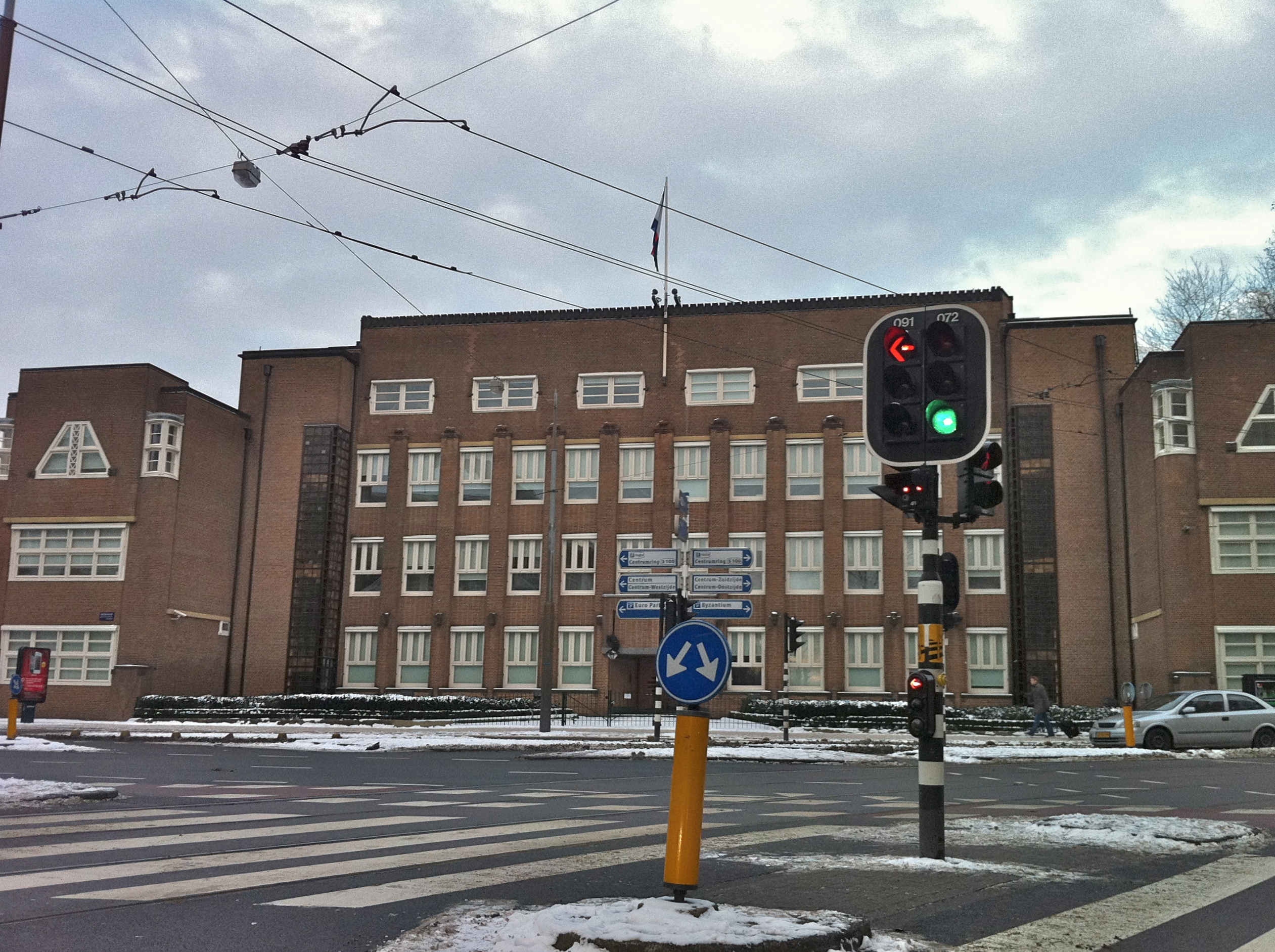
Het hoofdkantoor van de Gemeentetram Amsterdam aan de Stadhouderskade 1.

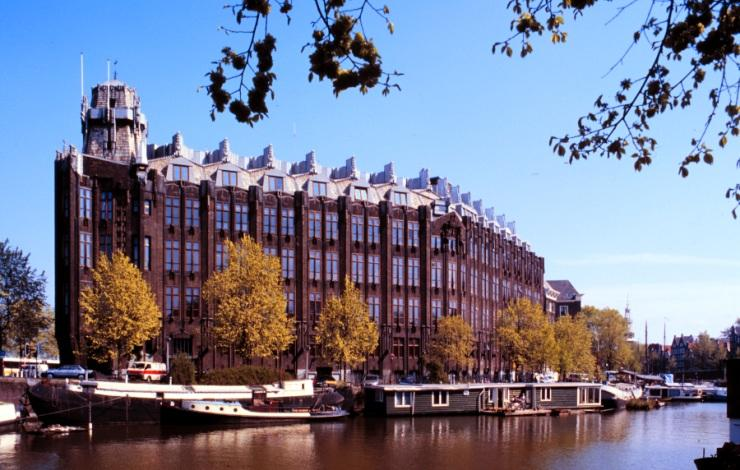
Het Scheepvaarthuis.

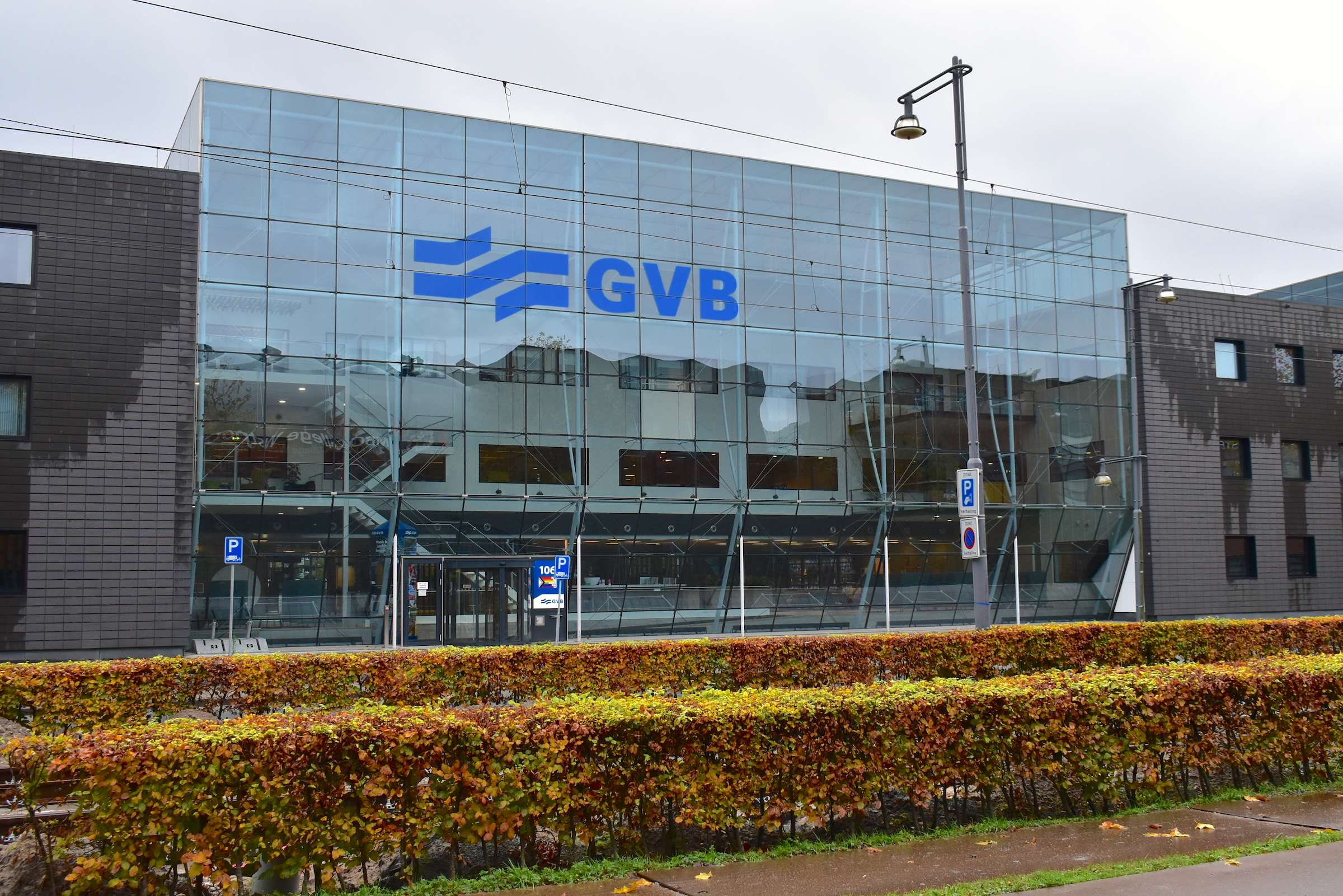
Het GVB-hoofdkantoor aan de Arlandaweg (sinds 2004).

Voor de exploitatie van het trambedrijf beschikt men over vier stallingen: De klassieke remises Havenstraat (Oud-Zuid) vanaf 1914 en Lekstraat (Rivierenbuurt) uit 1927-'29, en twee buitenstallingen op Zeeburgereiland (voor de IJtram, lijn 26) en een stalling in de Legmeerpolder (voor de Amsteltram, lijn 25)
De Hoofdwerkplaats Tram is sinds 1996 gevestigd in Diemen-Zuid. Voordien was deze ondergebracht in de Remise Tollensstraat (Oud-West) uit 1902. Tot 1952 was ook de remise Roetersstraat in gebruik.
Sinds mei 2005 heeft het trambedrijf ook een emplacement op het Zeeburgereiland met plaats voor 18 trams. Dit is speciaal aangelegd voor lijn 26, enerzijds vanwege ruimtegebrek in de Remise Lekstraat, anderzijds om de in- en uitruktijden te verkorten. In 2020 is de IJtramstalling uitgebreid met meer opstelcapaciteit, een wasstraat, een zandvulinstallatie en een 'quick service'. Zo kunnen er meer voertuigen opgesteld worden, wat nodig is voor het gekoppeld rijden en hoeven de trams niet meer naar de Remise Lekstraat voor wassen, zand vullen en kleine reparaties. De uitgebreide IJtramstalling met ruimte voor 32 trams is geopend op 28 september 2020.
In de Legmeerpolder is in 2020 speciaal voor lijn 25 een opstelterrein gebouwd met voorzieningen  en ruimte voor 26 trams.
Per 12 juli 2010 zijn de beide remises organisatorisch samengevoegd. Remise Lekstraat wordt tegenwoordig alleen nog gebruikt als stalling. In de Remise Havenstraat wordt nu het dagelijks onderhoud van alle trams gedaan. De trams gaan om de 12 weken naar deze remise voor onderhoud en om de 24 weken worden de wielen geslepen op de kuilwieldraaibank in de Hoofdwerkplaats Tram in Diemen-Zuid.
Het van de Amsterdamsche Omnibus Maatschappij (AOM) overgenomen hoofdkantoor was oorspronkelijk gevestigd aan de Nieuwe Achtergracht en daarna aan de Stadhouderskade 2. In 1923 werd voor de Gemeentetram een nieuw hoofdkantoor in Amsterdamse School-stijl gebouwd op de hoek van de Overtoom en Stadhouderskade 1. In 1983 verhuisde het Gemeentevervoerbedrijf naar het Scheepvaarthuis (ook in Amsterdamse School-stijl) uit 1913 aan de Prins Hendrikkade 108. In 2004 werd een modern kantoor betrokken aan de Arlandaweg 100, nabij station Sloterdijk.

## Techniek
De spoorwijdte in Amsterdam is 1435 millimeter (normaalspoor), de bovenleidingspanning is 600 volt en het tramnet is geschikt voor eenrichtingstrams, met uitzondering van de tramlijnen 5 en 25 die kopeindpunten hebben en waar tweerichtingstrams rijden. Veel haltes zijn verhoogd en bieden een lage instap. Tot maart 2023 was er nog één halte zonder vluchtheuvel, de halte Zeilstraat / Amstelveenseweg van lijn 2 richting centrum. Deze is inmiddels vervangen door een halte verderop met vluchtheuvel in de Koninginneweg. In het verleden waren veel tramhaltes niet voorzien van vluchtheuvels uit ruimtegebrek.
De vijftien tramlijnen maken gebruik van 219 km spoorlengte tramrails, de vier metrolijnen van 81,2 km metrorails.

## Huidig tramnet (sinds 21 juli 2024)
| Lijnnummer en -kleuren | Route                                                    | Via | Lengte  |
| ---------------------- | -------------------------------------------------------- | --- | ------- |
| 1                      | Muiderpoortstation – Osdorp De Aker (Matterhorn)         | Weesperplein, Leidseplein, Surinameplein, Station Lelylaan, Pieter Calandlaan                                       | 12,4 km |
| 2                      | Centraal Station – Nieuw Sloten (Oudenaardeplantsoen)    | Leidsestraat, Museumplein, Hoofddorpplein, Johan Huizingalaan                                                       | 9,1 km  |
| 3                      | Zoutkeetsgracht – Flevopark                              | Museumplein, Ceintuurbaan, Muiderpoortstation                                                                       | 8,4 km  |
| 4                      | Centraal Station – Station RAI (Drentepark)              | Utrechtsestraat, Frederiksplein, Van Woustraat, Rijnstraat, Rooseveltlaan                                           | 5,8 km  |
| 5                      | Westergasfabriek (Van Hallstraat) – Stadshart Amstelveen | Leidseplein, Museumplein, Station Zuid, Buitenveldertselaan, Beneluxbaan                                            | 10,6 km |
| 7                      | Slotermeer (Sloterpark) – Azartplein                     | Burgemeester De Vlugtlaan, Bos en Lommerplein, Mercatorplein, Kinkerstraat, Leidseplein, Weesperplein, Rietlandpark | 12,5 km |
| 12                     | Centraal Station – Amstelstation                         | Leidsestraat, Museumplein, Ceintuurbaan, Churchill-laan                                                             | 7,2 km  |
| 13                     | Centraal Station – Geuzenveld (Lambertus Zijlplein)      | Rozengracht, Mercatorplein, Burgemeester Röellstraat                                                                | 7,6 km  |
| 14                     | Centraal Station – Javaplein                             | Dam, Plantage Middenlaan, Linnaeusstraat, Wijttenbachstraat                                                         | 5,4 km  |
| 17                     | Centraal Station – Osdorp Dijkgraafplein                 | Rozengracht, Kinkerstraat, Surinameplein, Station Lelylaan, Osdorpplein                                             | 10,0 km |
| 19                     | Station Sloterdijk – Diemen Sniep                        | Admiraal de Ruijterweg, Leidseplein, Weesperplein, Middenweg                                                        | 15,4 km |
| 24                     | Frederiksplein – VU medisch centrum (De Boelelaan/VU)    | Weteringschans, Ferdinand Bolstraat, Ceintuurbaan, Beethovenstraat, Stadionweg, Amstelveenseweg                     | 6,2 km  |
| 25                     | Station Zuid – Uithoorn Centrum                          | Buitenveldertselaan, Beneluxbaan, Amstelveen Westwijk                                                               | 16,3 km |
| 26                     | Centraal Station – IJburg (Pampuslaan)                   | Passagiersterminal, Rietlandpark, Piet Heintunnel, Zeeburgereiland                                                  | 8,5 km  |
| 27                     | Surinameplein – Osdorp Dijkgraafplein                    | Station Lelylaan, Osdorpplein                                                                                       | 5,5 km  |

## Niet meer gebruikte tramlijnnummers in Amsterdam
De lijnnummers 6, 8, 9, 10, 11, 15, 16, 18, 20, 21, 22, 23, 4A, 4W, 5A, 8A, 8W en S hebben ooit toebehoord aan Amsterdamse tramlijnen, maar thans zijn er geen tramlijnen met deze nummers. Hieronder een beknopt overzicht van deze tramlijnnummers.
- Lijn 6 bestond van 1901 tot 1922, van 1922 tot 1942 (Stadionvervoer tot 1958), van 1977 tot 2006 en van 2019 tot 2020. In deze periode zijn er achtereenvolgens vier verschillende tramlijnen met dit nummer geweest.
- Lijn 8 bestond van 1905 tot 1942. Deze tram reed door de oude Amsterdamse Jodenbuurt (Centraal Station – Nieuwmarkt – Waterlooplein – Weesperstraat – Rivierenbuurt).[21] Van 15 mei tot 7 juli 1943 bestond er ter compensatie van de opgeheven lijn 8 een spitsuurlijn 5A die reed van het Westerscheldeplein en de Zuider Amstellaan via de route van lijn 5 naar het Centraal Station.
- Lijn 9 bestond van 1903 tot 2018.
- Lijn 10 bestond van 1900 tot 2018 (lijnnummer werd ingevoerd in 1903).
- Lijn 11 bestond van 1904 tot 1944, 1948 tot 1955, 1993 tot 1996 en 2018 tot 2020. In deze periode zijn er achtereenvolgens vier verschillende tramlijnen met dit nummer geweest.
- Lijn 15 bestond van 1913 tot 1932 en van 1936 tot 1937.
- Lijn 16 bestond van 1913 tot 2018.
- Lijn 18 bestond van 1913 tot 1951.
- Lijn 20 bestond van 1922 tot 1932, van 1991 tot 1993 (spitslijn) en als Circle Tram van 1997 tot 2002. In deze periode zijn er achtereenvolgens drie verschillende tramlijnen met dit nummer geweest.
- Lijn 21 bestond als paardentram/tractortram (ex-gemeente Sloten) van 1921 tot 1925 en als elektrische tram van 1928 tot 1931.
- Lijn 22 bestond van 1921 tot 1944 (Kringlijn Centraal Station).
- Lijn 23 bestond van 1921 tot 1944 (Stadionvervoer tot 1958) , Lijn 23 reed op 13 en 14 november 2021 en van 12 juli 2025 tot 24 augustus 2025 door metrospoorwerkzaamheden tussen Station Amsterdam RAI en Amsterdam Amstel)
- Het lijnnummer 28 is nooit voor Amsterdamse tramlijnen in gebruik geweest.
- Lijn 29 reed van 8 tot 23 november 2021 vanwege spoorwerkzaamheden aan de kruising Sarphatistraat/'s-Gravesandestraat
- Het lijnnummer 30 wordt sinds 1975 informeel wel gebruikt door de Electrische Museumtramlijn Amsterdam (Haarlemmermeerstation – Amstelveen – Bovenkerk).
- Van 1948 tot 1949 bestond een lijn S (Stationslijn) die één keer per uur tussen het Centraal Station en het Amstelstation reed in aansluiting op de trein naar Utrecht.

## Lijnkleuren
Bij de elektrificatie kregen alle tramlijnen een lijnnummer en een lijnkleur, een vierkant logo naast het lijnnummer zodat reizigers die niet konden lezen de lijnen toch konden herkennen. Ook de koersborden werden in deze kleuren uitgevoerd. Het was in het begin van de 20e eeuw gebruikelijk dat tramlijnen naast een nummer ook een kleur hadden. Ook de paardentramlijnen hadden al lijnkleuren. Niet alleen in Amsterdam, maar ook in andere steden (Den Haag, Rotterdam, Utrecht) hadden de stadstrams lijnkleuren, die later zijn afgeschaft.
De Amsterdamse lijnkleuren bestaan uit combinaties van een of twee kleuren (rood, groen, geel, blauw en wit). Niet alle kleurencombinaties zijn geoorloofd: zoals groen-blauw en geel-wit, dit vanwege het gebrek aan contrast. Het vierkante vlak is horizontaal, verticaal of diagonaal verdeeld. De ceintuurlijnen 3, 7, 9 en 10 kregen een lijnkleur in één kleur: respectievelijk geel, blauw, groen en rood. De radiale lijnen kregen meestal een verdeling in tweeën. Later kwamen er ook lijnen met een verdeling in drieën (met telkens twee kleuren). Afwijkend zijn de kleurencombinaties in de lantaarns van de lijnen 7 en 13: lijn 7 heeft een horizontaal wit/blauw/wit patroon en lijn 13 heeft een wit veld waaraan twee blauwe ruitpatronen zijn toegevoegd. Blauwe en witte lantaarns hebben namelijk een andere betekenis. De koersborden waren echter wel blauw, respectievelijk wit. Lijn 22 (aanvankelijk 19) had als enige lijn de kleur roze (kringlijn Centraal Station). De in 1962 ingestelde eerste lijn 27 kreeg de kleuren van de voormalige lijn 23.
Volgens het huidige systeem zijn er 38 kleurencombinaties mogelijk. In de jaren tachtig zijn de nog nooit gebruikte combinaties toebedeeld aan de niet bestaande lijnen 27, 28, 29 en 30 en aan de metrolijnnummers 50 t/m 58. Vandaag de dag worden de lijnkleuren nog steeds gebruikt. Zij zijn te vinden rechts naast het lijnnummer aan de voorzijde van de trams en oudste metro's (ook wanneer de oudste metro's op de metrolijnen 50, 51, 53 en 54 rijden).
Naast deze lijnkleuren van een vierkant vlak, dat voorop de tram getoond wordt, is er een andere systematiek van kleuren die op de lijnennetkaarten en in online-reisinformatie gebruikt wordt. Hierbij hebben bundels van lijnen een vergelijkbare kleur gekregen:
- De lijnen die vanaf de oostzijde van Centraal Station richting de dam en het Rokin gaan (4, 14, 24) hebben roze tinten.
- De lijnen die vanaf de westzijde van Centraal station richting de Nieuwezijds Kolk en de Dam gaan (2, 12, 13, 17) hebben groene tinten.
- De lijnen die over de binnenstadsas Leidseplein-Vijzelgracht-Weesperplein gaan (1, 7, 19) hebben zalmrode tinten.
- De lijnen overige lijnen hebben een lilac tint, met uitzondering van de Amsteltram (lijn 25) die een rode tint heeft.

## Trivia
- In de jaren zestig van de 20e eeuw kenden de Amsterdamse trams de zogenaamde 'wensextra's'. Dit waren tramdiensten die alleen werden gereden op het moment dat er voldoende personeel beschikbaar was. GVB kende destijds een groot tekort aan personeel, waardoor deze tramdiensten niet vast konden rijden. Hierbij was er per remise een urgentievolgorde per lijn voor inzet. Daarnaast bestonden er bij slecht weer 'regenextra's' die weer in een andere urgentievolgorde konden worden ingezet.[23]
- In maart 2007 werd door het bedrijf CityCargo een proef genomen met een vrachttram. De bedoeling was om in de toekomst het gebruik van vrachtauto's in de binnenstad te verminderen door vracht per tram te gaan vervoeren tussen de Aker, Frederiksplein en Plantage Parklaan. In het najaar van 2008 bleek het project onuitvoerbaar wegens gebrek aan financiële middelen.
- De langste tramlijn is (de nieuwe) lijn 25 (Station Zuid – Uithoorn): 16,3 km. De kortste tramlijn is, afgezien van spitslijn 27, lijn 14 (Centraal Station – Javaplein): 5,6 km.
- Tramlijn 2 is in 2014 door National Geographic uitgeroepen tot nummer 9 in de top 10 van beste tramritten ter wereld, omdat een groot deel van de Amsterdamse toeristische hoogtepunten gepasseerd wordt.[24][25]